# 宮内正敬
宮内 正敬（みやうち まさよし、1948年10月27日 - ）は、日本の実業家。株式会社東武ストア代表取締役社長を務めた。

## 人物・経歴
茨城県生まれ。1972年一橋大学商学部卒業、丸紅入社。丸紅経営企画部副部長などを経て、2003年東武ストア取締役業務本部副本部長。2004年東武ストア常務取締役業務本部長。2008年東武ストア専務取締役業務本部長。
2010年から東武ストア代表取締役社長を務め、実情に応じた運営を可能にするため各店舗への権限移譲などを進めた。日本チェーンストア協会常任理事、東京学芸大学附属特別支援学校若竹会会長、中央大学経済学部非常勤講師、関西学院大学国際学部非常勤講師、創価大学経済学部非常勤講師なども務めた。